# Jon Bru

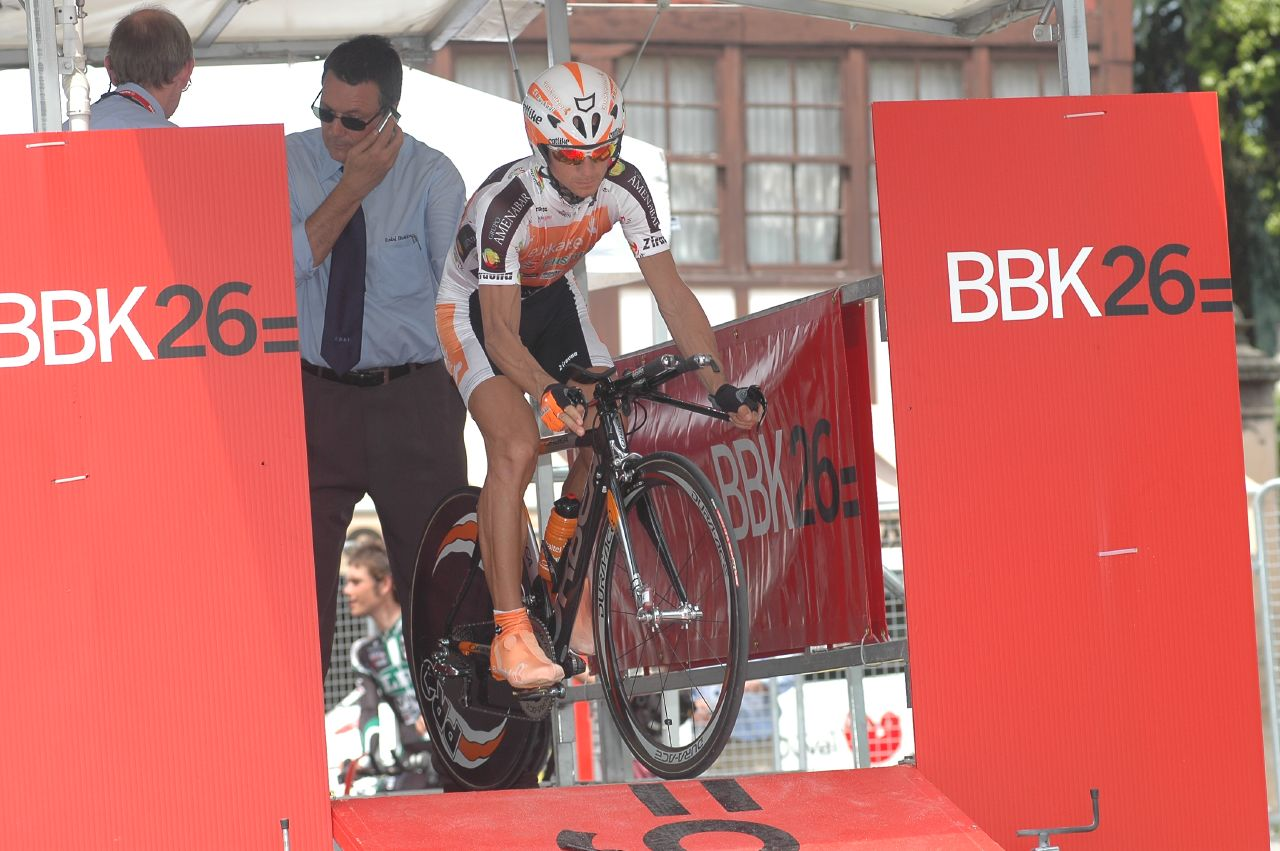
Jon Bru bei der Euskal Bizikleta 2007

Jon Bru Pascal (* 18. Oktober 1977 in Vera de Bidasoa) ist ein ehemaliger spanischer Radrennfahrer.

## Sportliche Laufbahn
Jon Bru begann seine Karriere 2002 bei dem portugiesischen Radsport-Team L.A.-Pecol. In seinem ersten Jahr gewann er die Classica do Seixal. 2003 konnte er eine Etappe bei der Volta a Terras de Santa Maria auf sein Konto schreiben. In seinem dritten und letzten Jahr bei L.A.-Pecol siegte er dann noch beim Voltas à Vila do Bombarral. Seit 2005 fuhr Bru für das spanische Professional Continental Team Kaiku. 2006 entschied er zwei Etappen der Volta ao Santarem in Portugal für sich. Vor der Saison 2007 wechselte er zum Team Euskaltel Euskadi, welches an der UCI Pro Tour teilnahm. Ende der Saison 2008 beendete er seine Karriere.

## Teams
- 2002–2004 L.A.-Pecol
- 2005–2006 Kaiku
- 2007–2008 Euskaltel Euskadi